# Costaconvexa
Costaconvexa là một chi bướm đêm thuộc họ Geometridae.

## Các loài
- Costaconvexa caespitaria (Christoph, 1881)
- Costaconvexa centrostrigaria
- Costaconvexa dispar
- Costaconvexa flavipennis
- Costaconvexa fulvitincta
- Costaconvexa fumipennis
- Costaconvexa polygrammata (Borkhausen, 1794)
- Costaconvexa simplex